# المعتقلون الفرنسيون في غوانتانامو
اعتقلت الولايات المتحدة سبعة فرنسيين في معتقل غوانتانامو. وأفرج عنهم جميعًا قبل عام 2005. بينما عدد المعتقلين الكلي هو 779 معتقل خارج نطاق القضاء في معتقل غوانتانامو في كوبا منذ فتح معسكرات الاعتقال في 11 يناير 2002، بلغ العدد ذروته في عام 2004 وكان حوالي 660 معتقل. ومنذ يناير 2017 أصبح العدد 45 معتقل.

## القائمة
| رقم الاعتقال | الاسم         | الصورة | تاريخ الاعتقال | تاريخ إطلاق السراح | ملاحظات |
| ------------ | ------------- | ------ | -------------- | ------------------ | --- |
| 161          | مراد بنشلالي  |        | 2002           | 27 يوليو 2004      | نشر كتابًا عن تجربته في المعتقل. تمت محاكمته بتهمة الإرهاب عند عودتهم إلى فرنسا. ولكنهم حصلوا على البراءة بسبب استجوابهم من قبل مسؤولي الاستخبارات، وهم غير مخولين بالاستجواب، فاعتبرت المحكمة أن الإجراءات غير قانونية، وفي 17 فبراير 2010 أمرت محكمة النقض بإعادة محاكمة الرجال الخمسة. |
| 164          | عماد كنوني    |        | 2002           | 26 يوليو 2004      | تمت محاكمته بتهمة الإرهاب عند عودتهم إلى فرنسا. ولكنهم حصلوا على البراءة بسبب استجوابهم من قبل مسؤولي الاستخبارات، وهم غير مخولين بالاستجواب، فاعتبرت المحكمة أن الإجراءات غير قانونية، وفي 17 فبراير 2010 أمرت محكمة النقض بإعادة محاكمة الرجال الخمسة.                                 |
| 173          | رضوان خالد    |        | 2002           | مارس 2005          | تمت محاكمته بتهمة الإرهاب عند عودتهم إلى فرنسا. ولكنهم حصلوا على البراءة بسبب استجوابهم من قبل مسؤولي الاستخبارات، وهم غير مخولين بالاستجواب، فاعتبرت المحكمة أن الإجراءات غير قانونية، وفي 17 فبراير 2010 أمرت محكمة النقض بإعادة محاكمة الرجال الخمسة.                                 |
| 236          | خالد بن مصطفى |        | 13 فبراير 2002 | 26 يوليو 2004      | ولد في ليون في 9 فبراير 1972، تمت محاكمته بتهمة الإرهاب عند عودتهم إلى فرنسا. ولكنهم حصلوا على البراءة بسبب استجوابهم من قبل مسؤولي الاستخبارات، وهم غير مخولين بالاستجواب، فاعتبرت المحكمة أن الإجراءات غير قانونية، وفي 17 فبراير 2010 أمرت محكمة النقض بإعادة محاكمة الرجال الخمسة.   |
| 325          | نزار ساسي     |        | 15 فبراير 2002 | 26 يوليو 2004      | نشر كتابا عن تجربته في المعتقل. تمت محاكمته بتهمة الإرهاب عند عودتهم إلى فرنسا. ولكنهم حصلوا على البراءة بسبب استجوابهم من قبل مسؤولي الاستخبارات، وهم غير مخولين بالاستجواب، فاعتبرت المحكمة أن الإجراءات غير قانونية، وفي 17 فبراير 2010 أمرت محكمة النقض بإعادة محاكمة الرجال الخمسة. |
| 371          | إبراهيم ياديل |        |                | 26 يوليو 2004      | تمت محاكمته بتهمة الإرهاب عند عودتهم إلى فرنسا. ولكنهم حصلوا على البراءة بسبب استجوابهم من قبل مسؤولي الاستخبارات، وهم غير مخولين بالاستجواب، فاعتبرت المحكمة أن الإجراءات غير قانونية، وفي 17 فبراير 2010 أمرت محكمة النقض بإعادة محاكمة الرجال الخمسة.                                 |
| 649          | مصطفى علي بطل |        | 8 يونيو 2002   |                    | قيل أنه سعودي في بداية اعتقاله، ولكن نفت السلطات السعودية أنه سعودي. وقال أنه تم تهديده وإجباره على الاعتراف. |